# الأصدقاء الطيبون
الأصدقاء الطيبون (بالإنجليزية: Goodfellas)‏ هو فيلم جريمة.. وسيرة ذاتية أمريكي، للمخرج مارتن سكورسيزي، مقتبس عن رواية الرجل الحكيم (Wiseguy) للمؤلف نيكولاس بيليجي الذي تعاون مع مخرجه في كتابة سيناريو العمل الذي كان من بطولة روبرت دي نيرو، راي ليوتا وجو بيشي. ويروي الفيلم حكاية صعود وانهيار رئيس عائلة لوكيزي الإجرامية [الإنجليزية] هنري هيل وأصدقائه وعائلته من عام 1955 إلى عام 1980.
عرض الفيلم لأول مرة في 9 سبتمبر 1990 خلال الدورة السابعة والأربعين لمهرجان البندقية السينمائي الدولي، حيث توج مخرجه مارتن سكورسيزي بجائزة الأسد الفضي [الإنجليزية] لأفضل مخرج، وتم إصداره في الولايات المتحدة في 19 سبتمبر 1990 بواسطة شركة وارنر برذرز بيكتشرز.
حقق الفيلم نجاحاً تجاريا وجماهيريا كبيرا في شباك التذاكر الأمريكي حاصداً 46.8 مليون دولار أمريكي، ما يقارب ضعف ميزانية العمل التي بلغت 25 مليون دولار، كما تلقى إشهادة نقدية واسعة النطاق في عدد من المواقع والصحف الفنية الكبرى. وعلى إثرها رشح الفيلم لستة جوائز أوسكار من ضمنها أفضل فيلم، أفضل ممثلة مساعدة، أفضل سيناريو مقتبس، أفضل مخرج، أفضل فيلم، أفضل مونتاج وجائزة الأوسكار لأفضل ممثل مساعد حصدها الممثل جو بيشي. كما فاز الفيلم بخمس جوائز من الأكاديمية البريطانية لفنون السينما والتلفزيون، بما في ذلك أفضل فيلم وأفضل مخرج. بالإضافة لجائزة أفضل فيلم للعام من قبل مجموعات النقاد المختلفة.
يعتبر الفيلم أحد أعظم أفلام العصابات الذي تم إنتاجها على الإطلاق، وتم محاكاته في العديد من النسخ حول العالم. في عام 2000، تم اعتبار الفيلم "ثقافيًا وتاريخيًا مهم من الناحية الجمالية" وجرى اختياره ليحفظ ضمن السجل الوطني للأفلام من قبل مكتبة الكونغرس.

## وصلات خارجية
- الأصدقاء الطيبون على موقع IMDb (الإنجليزية)
- الأصدقاء الطيبون على موقع ميتاكريتيك (الإنجليزية)
- الأصدقاء الطيبون على موقع الموسوعة البريطانية (الإنجليزية)
- الأصدقاء الطيبون على موقع روتن توميتوز (الإنجليزية)
- الأصدقاء الطيبون على موقع نتفليكس (الإنجليزية)
- الأصدقاء الطيبون على موقع قاعدة بيانات الأفلام العربية
- الأصدقاء الطيبون على موقع ألو سيني (الفرنسية)
- الأصدقاء الطيبون على موقع Turner Classic Movies (الإنجليزية)
- الأصدقاء الطيبون على موقع أول موفي (الإنجليزية)
- الأصدقاء الطيبون على موقع بوكس أوفيس موجو (الإنجليزية)